# Oddział specjalny (serial telewizyjny)
Oddział specjalny (ang. Mighty Med, 2013-15) – amerykański serial komediowy stworzony przez Jima Bernsteina i Andy’ego Schwartza. Wyprodukowany przez It’s a Laugh Productions i Disney XD Original Productions.
Światowa premiera serialu miała miejsce 7 października 2013 roku na amerykańskim Disney XD. W Polsce premiera serialu odbyła się 29 marca 2014 roku na kanałach Disney Channel i Disney XD. Tytułowy utwór został zaśpiewany przez Adama Hicksa. 22 maja 2014 roku potwierdzono 2 sezon serialu. 9 lutego 2015 roku Kelli Berglund potwierdziła crossover z serialem Szczury laboratoryjne o nazwie Lab Rats vs. Mighty Med. 2 sezon jest ostatnim sezonem serialu.
Dnia 3 września 2015 roku został oficjalnie ogłoszony spin off z serialem Szczury laboratoryjne o nazwie Lab Rats: Elite Force, w którym główne role zagrają Jake Short, Bradley Steven Perry i Paris Berelc oraz z serialu Szczury laboratoryjne Kelli Berglund i Billy Unger. Produkcja rozpoczęła się pod koniec 2015 roku, a premiera zaplanowana jest na marzec 2016 roku.

## Fabuła
Serial opowiada o przygodach dwóch chłopców, Olivera (Jake Short) i Kaza (Bradley Steven Perry), którzy pewnego dnia odkrywają tajne skrzydło szpitala, który służy leczeniu superbohaterów, a także dowiadują się, że komiksy to prawdziwe historie superbohaterów. Kaz i Oliver postanawiają wykorzystać wiedzę o komiksach w ramach zajęć pozaszkolnych z historii.

## Obsada

### Główni
- Kaz (Bradley Steven Perry) − Najlepszy przyjaciel Olivera. Odkrył oddział specjalny. Nie jest zbyt inteligentny i często działa pochopnie. Pracuje w oddziale specjalnym. Był zakochany w Stefanie. Ma 11 rodzeństwa i każde z nich ma imię na literę K. Jeden z jego braci był w więzieniu. W odcinku „Cały ten Kaz” okazuje się, że jest najbardziej lubianym lekarzem w Oddziale specjalnym. Chodzi do liceum Logan. Bardzo pragnie mieć supermoce i jest w stanie dla nich bardzo wiele zrobić, jednak to się nigdy nie udaje. Dzięki kluczowi Klucznika był super silny. Według Horace'a ma „pewne braki”. Bardzo dobrze zna się na superbohaterach i zna ich mocne i słabe strony. Razem ze Skylar odnaleźli mityczny Arcturion. Wraz z Oliverem zyskał supermoce w odcinku „The Mother of All Villains” dzięki temu iż część energii z Arcturiona przesiąknęła na nich. Od tamtego czasu potrafi latać.
- Oliver (Jake Short) − Najlepszy przyjaciel Kaza. Pracuje w oddziale specjalnym. Jest inteligentny i nie działa pochopnie. Kiedyś przez Kaza wpadł do zamarzniętej rzeki i musiał lecieć do szpitala helikopterem. Zakochany w Skylar ze wzajemnością o czym nie wie. Za wszelką cenę chce pomóc odzyskać jej supermoce. W odcinku 'Cały ten Kaz” okazuje się, że jest najmniej lubianym lekarzem w Oddziale specjalnym i by to zmienić chce być taki jak Kaz. W odcinku „Czas przyszły” okazuje się, że w przyszłości będzie byłym superzłoczyńcą, jednak tak się nie staje, gdyż Kaz i Oliver zmieniają przyszłość. Chodzi do liceum Logan. Okazuje się, że jego ojciec mieszka w Anglii. Jego matka Bridget zaczęła spotykać się z Horace'em co się nie spodobało Oliverowi. Działał pod przykrywką jako Quimby Fletcher by ochronić się przed Mr. Terrorem, którym później jak się okazało jest jego matka. Tak jak Kaz, zna słabe i mocne strony wszystkich superbohaterów. Wraz z Kazem zyskał supermoce w odcinku „The Mother of All Villains” dzięki temu iż część energii z Arcturiona przesiąknęła na nich. Od tamtego czasu potrafi latać.
- Skylar Burza (Paris Berelc) − Superbohaterka, która straciła moce przez swojego wroga Annihilatora. Najlepsza przyjaciółka Olivera i Kaza. Zakochana w Oliverze ze wzajemnością. Była przyjaciółka Experiona. W odcinku „Nadciąga Burza” Annihilator oddaje jej supermoce, ale zamienia ją w swoją złą pomocniczkę. Skylar z powrotem staje się dobra w odcinku „Koniec Burzy”. Od odcinka „Ja, normal” uczęszcza razem z Kazem i Oliverem do liceum Logan. W szkole podaje się za Connie Valentine by nikt nie rozpoznał, że jest byłą superbohaterką. Jak inni mieszkańcy Caldery nie widzi w ciemności i nie znosi węgla. Wraz z Kazem odnalazła mityczny Arcturion. Jest bardzo odważna nawet gdy nie ma już supermocy. Kiedyś posiadała 24 różne supermoce.
- Alan Diaz (Devan Leos) − Bratanek Horacego. Jest superbohaterem i pracownikiem Oddziału specjalnego. Nie lubi Kaza i Olivera ze względu na to iż są normalsami, a normalsi nie mogą wiedzieć o Oddziale specjalnym. Jest synem Optimo, czego nie wie do odcinka „The Mother of All Villains”. Potrafi się zamieniać w zwierzęta i przenosić przedmioty myślą. Od 2 sezonu zaczyna wkraczać w życie normalsów i uczęszczać do Liceum Logan. Powoli zaczyna lubić Kaza i Olivera.
- Gus (Augie Isaac) − Przyjaciel Kaza i Olivera. Nie wie o Oddziale specjalnym. Jordan go nie znosi. Rodzice zamiast miłości dają mu pieniądze. Nigdy nie zdaje sobie sprawy z powagi sytuacji. Ma w domu geparda. Jest trochę tępy i często działa pochopnie. Tak jak Kaz i Oliver zna się na superbohaterach, jednak jego wiedza nie jest tak szeroka jak Kaza i Olivera.

### Drugoplanowi
- Doktor Horace Diaz (Carlos Lacámara) − Wujek Alana. Właściciel Oddziału specjalnego. Nigdy się nie starzeje. Potrafi zatrzymać dany obiekt w powietrzu, a najczęściej Alana. Lubi Kaza i Olivera. Ma brata Timelessa. Uwielbia mosty. Od odcinka „Klucz do bohaterstwa” zaręczony z matką Olivera, Bridget. Jest legendarnym uzdrowicielem superbohaterów o nazwie Caduceo, co wychodzi na jaw w odcinku „Koniec Burzy”, gdzie wskrzesza Skylar. Kiedy przez energię Arcturiona, Bridget ginie, ten ją wskrzesza nie wiedząc, że jest zła. Ukrywał przed Alanem fakt, że jego ojciec to Optimo.
- Jordan (Cozi Zuehlsdorff) − Przyjaciółka Kaza i Olivera. Nie lubi Gusa. Lubi gry Video i patrzeć na ludzkie cierpienie. Kiedyś Kaz zabrał jej ciastko, a ona myślała, że to siostra jej zabrała i nie odzywała się do niej przez długi czas. W odcinku „Koniec Burzy” podejrzewa, że superbohaterowie istnieją. W odcinku „It's a Matter of Principal” prawie poznaje prawdę o superbohaterach, gdy w nauczycielu Historii dostrzega Kapitana Atoma. Mimo iż jej wiedza na temat superbohaterów jest o wiele mniejsza niż Kaza i Olivera, to Jordan bardzo się na nich zna.
- Stefanie (Brooke Sorenson) – sąsiadka Olivera i najpopularniejsza dziewczyna w szkole. Zakochany jest w niej Kaz. Lubi wysokich, przystojnych i bogatych facetów. Ma psa, którego uratował Oliver.
- Wallace i Clyde (Randy i Jason Sklar) − bracia, którzy prowadzą sklep z komiksami. Ukrywają swoje prawdziwe oblicze i chcą zniszczyć Horacego. Tak naprawdę to jeden złoczyńca o nazwie Catastrophe, co wychodzi na jaw w odcinku „Kopia Kaza”. W odcinku „Nadchodzi Burza” postanawiają zniszczyć Oddział specjalny, ale zostają złapani i zamknięci w więzieniu Oddziału specjalnego. W odcinku „Wallace i Clyde odzyskują wolność” przechodzą na dobrą stronę.

## Wersja polska
Wersja polska: SDI Media Polska

Reżyseria: Agnieszka Zwolińska

Dialogi:
- Anna Wysocka (odc. 1-44, 46),
- Zofia Jaworowska (odc. 45)

Montaż: Magdalena Waliszewska (odc. 16, 20)

W wersji polskiej udział wzięli:
- Franciszek Boberek – Kaz
- Jakub Zdrójkowski – Oliver
- Andrzej Mastalerz –
  - doktor Horacy Diaz,
  - Timeline (odc. 7)
- Jeremi Czyż – Alan Diaz
- Julia Chatys – Skylar Burza
- Jakub Jankiewicz – Gus
- Krzysztof Cybiński – Wallace i Clyde
- Aleksandra Bąk – Jordan

oraz:
- Fabian Kocięcki – Megahertz
- Piotr Warszawski – Titanio
- Robert Jarociński –
  - Wielki Obrońca,
  - Kaz z przyszłości (odc. 34)
- Milena Suszyńska – Stephanie
- Andrzej Szeremeta – Brain Matter (odc. 3, 15)
- Joanna Węgrzynowska-Cybińska – Pani Gleason (odc. 8, 20)
- Jacek Król –
  - Neocortex (odc. 12, 16),
  - Czarny Sokół (odc. 14)
- Józef Pawłowski – Experion (odc. 13, 25-26)
- Kamil Kula –
  - Kapitan Atom (odc. 14, 35, 42),
  - 30-letni Oliver (odc. 15),
  - Adam (odc. 44)
- Artur Kaczmarski – Bryan (odc. 15-16)
- Leon Pontek – młody Oliver (odc. 15)
- Jan Kulczycki – 100-letni Oliver (odc. 15)
- Piotr Bąk – pan Patterson / Agent Blaylock (odc. 17, 30)
- Monika Węgiel – Jade / Remix (odc. 20)
- Karol Wróblewski –
  - WiFi (odc. 21),
  - inspektor sanitarny (odc. 23)
- Wojciech Paszkowski – Ambroży (odc. 22, 43)
- Tomasz Błasiak –
  - Bob, asystent Dreadlocka (odc. 22),
  - Katastrof (odc. 26),
  - Pułapkarz (odc. 36),
  - głos pana Terrora (odc. 43, 45, 47-48),
  - Obezwładniacz (odc. 44)
- Bartosz Wesołowski – Tekton
- Mateusz Weber – Filip
- Ewa Kania – Dracaina (odc. 32)
- Stefan Pawłowski – Fred (odc. 36)
- Andrzej Chudy –
  - Nagród Łowca (odc. 37),
  - Arcyrzeźnik (odc. 47-48)
- Marta Dylewska – Iskra (odc. 38)
- Cezary Kwieciński – Ed / Tępiciel (odc. 39)
- Izabela Dąbrowska – Bridget (odc. 40, 45, 47-48)
- Leszek Filipowicz – Arcyrzeźnik (odc. 40)
- Karol Jankiewicz – Chaz (odc. 41)
- Maciej Falana – Gulliver (odc. 41)
- Maciej Więckowski – dyrektor Howard (odc. 42, 45)
- Paweł Ciołkosz – Mort (odc. 43, 45-46, 48)
- Beniamin Lewandowski – Leo (odc. 44)
- Maciej Musiał – Chase (odc. 44)
- Iga Krefft – Bree (odc. 46)
- Maciej Jachowski – Mroczny wojownik
- Agnieszka Fajlhauer

i inni
Lektor: Artur Kaczmarski

## Odcinki
| Sezon | Sezon | Odcinki | Oryginalna emisja    | Oryginalna emisja | Oryginalna emisja | Oryginalna emisja | Oryginalna emisja |
| Sezon | Sezon | Odcinki | Premiera sezonu      | Finał sezonu      | Premiera sezonu   | Finał sezonu      |                   |
| ----- | ----- | ------- | -------------------- | ----------------- | ----------------- | ----------------- | ----------------- |
|       | 1     | 26      | 7 października 2013  | 15 września 2014  | 29 marca 2014     | 28 lutego 2015    |                   |
|       | 2     | 22      | 20 października 2014 | 9 września 2015   | 27 kwietnia 2015  | 22 lutego 2016    |                   |